# Nils Quaschner
Nils Quaschner (Stralsund, 1994. április 22. –) német labdarúgó.

## Pályafutása
4 évesen került a FC Pommern Stralsund csapatához, ahol egészen 2007-ig nevelkedett. Ezek után 2007-ben a Hansa Rostock akadémiájára került. 2012. augusztus 4-én debütált a Hansa Rostock csapatában a Babelsberg 03 ellen csereként. 2013 nyarán a Hamburger SV, a Borussia Dortmund és az RB Leipzig érdeklődött iránta. Július 17-én az osztrák FC Liefering csapatába igazolt. Itt 28 mérkőzésen 16 bajnoki gólt szerzett, majd a Red Bull Salzburg csapatába került. 2015. január 12-én a német RB Leipzig csapatába igazolt, de az átigazolást a FIFA nem engedélyezte, mivel egy szezonban tilos három klubba igazolni. A FIFA indoklása szerint az FC Liefering nem junior csapata a Red Bull Salzburgnak, hanem független szervezet, így Lipcsébe igazolhatott volna, de pályára nem léphetett volna, ezért maradt Salzburgban. A szezon végén végül Lipcsébe igazolt. A 2016–17-es szezonban kölcsönben a VfL Bochum csapatánál volt, majd 2017. július 5-én az Arminia Bielefeld csapatába igazolt. 2020-ban sorozatos sérülések végett visszavonult.

## Sikerei, díjai
- Liefering:
  - Osztrák Regionalliga West: 2012-13
- Red Bull Salzburg:
  - Osztrák Bundesliga: 2014–15
  - Osztrák kupa: 2015